# Linea Kintetsu Dōmyōji
La linea Kintetsu Dōmyōji (近鉄道明寺線?, Kintetsu Dōmyōji-sen) è una breve linea ferroviaria privata secondaria gestita dalle Ferrovie Kintetsu che collega le città giapponesi di Fujiidera e Kashiwara nella prefettura di Osaka. Presso tutte e 3 le stazioni è possibile interscambiare con altre linee.

## Operazioni
La linea è operata da un solo treno a due casse che effettua servizio locale a spola sulla linea.

### Servizi ferroviari
- Locale (普通?, Futsū)

### Stazioni
| Stazione              | Giapponese | Distanza interst. | Distanza totale | Collegamenti                                                              | Posizione |
| --------------------- | ---------- | ----------------- | --------------- | ------------------------------------------------------------------------- | --------- |
| Dōmyōji               | 道明寺     | -                 | 0.0             | Linea Kintetsu Minami-Ōsaka                                               | Fujiidera |
| Kashiwara-minamiguchi | 柏原南口   | 2.4               | 2.4             | Linea Kintetsu Ōsaka (Andō)                                               | Kashiwara |
| Kashiwara             | 柏原       | 1.5               | 3.9             | Linea principale Kansai (Linea Yamatoji) Linea Kintetsu Osaka (Katashimo) | Kashiwara |